# Казюк Наталія Дмитрівна
Ната́лія Дми́трівна Казю́к (* 2006) — українська фристайлістка. Бронзова призерка міжнародних змагань.

## З життєпису
Народилась 2006 року в місті Івано-Франківськ.
Здобула бронзову медаль на Європейському юнацькому олімпійському фестивалі-2023 (Фріулі-Венеція-Джулія) у біг-ейрі.
2024 року брала участь у Зимових юнацьких Олімпійських іграх-2024 року, зайняла 9-е місце.